# Androsace laggeri
Androsace laggeri A.Huet è una pianta appartenente alla famiglia delle Primulaceae, endemica dei Pirenei.